# Itara microcephala
Itara microcephala är en insektsart som först beskrevs av Wilhem de Haan 1842.  Itara microcephala ingår i släktet Itara och familjen syrsor. Inga underarter finns listade i Catalogue of Life.